# Phoenix Wright: Ace Attorney − Trials and Tribulations
Phoenix Wright: Ace Attorney − Trials and Tribulations, lançado no Japão como Gyakuten Saiban 3 (逆転裁判3; lit. "Turnabout Trial 3"), é um jogo eletrônico de aventura desenvolvido pela Capcom. Foi originalmente lançado para Game Boy Advance, e mais tarde lançado para PC e refeito para o Nintendo DS.
Trials and Tribulations tem como protagonista Phoenix Wright, um advogado que deve defender seus clientes no tribunal.
Trials and Tribulations é o terceiro jogo da série Ace Attorney, e é precedido pelos jogos Phoenix Wright: Ace Attorney e Justice for All. Até a data de 1 de março de 2009, é o último jogo que Phoenix Wright estrelou como protagonista. A sequência desse jogo é Apollo Justice: Ace Attorney no qual estrela Apollo Justice. Phoenix participa como personagem secundário no jogo Apollo Justice.

## Jogabilidade
A jogabilidade de Trials and Tribulations pode ser separada em dois tipos de situações: Modo de Investigação e Modo de Corte. Ambos são apresentados no estilo de uma visual novel e por isso, ambos são extremamente lineares, embora há interlúdios interativos entre os diálogos. Assim como seus predecessores, Trials and Tribulations foi originalmente desenvolvido para o Game Boy Advance. A conversão para DS não utiliza muitas capacidades disponíveis do DS. Nenhuma das novidades do último caso de Phoenix Wright: Ace Attorney, como usar o microfone para identificação de impressões digitais, são usadas em Trials and Tribulations.
O jogador recebe uma barra de pontos de vida. Se o jogador apresenta a evidência incorreta durante o julgamento ou durante um "psyche lock", perde-se parte da vida. Se a barra de vida chegar a zero, o jogador perde. A barra pode ser recarregada quando se quebra de forma bem sucedida um "psyche lock". "Psyche-locks" reaparecem vindo do jogo Phoenix Wright: Ace Attorney Justice for All, e atuam como barreiras para adquirir informação e exigem que você junte provas o suficiente para quebrá-las. Phoenix recebe um "Magatama" que permite detectar mentiras e ver "psyche-locks."
Durante a fase de Investigação de cada caso, o jogador explora o mundo do jogo usando a "Stylus", ou os botões direcionais para escolher as ações que desejam executar: Examinar, Mover, Conversar ou Mostrar (evidências). O jogador conversa com NPCs escolhendo conversar e pode mover-se pelo mundo escolhendo os locais onde desejam ir. Informação obtida durante o modo de Investigação pode ser usada na fase de Julgamento e itens coletados, tanto através de examinação ou por dialogos, podem ser usados como evidências. O jogador, entretanto, não pode avançar sem completar certas ações.
A fase de Julgamento é semelhante aos jogos anteriores da série Ace Attorney e consiste em leitura e examinação de testemunhos. O jogador tem a opção de pergunta mais sobre a declaração ou apresentar evidência em respostas feitas pelas testemunhas. O jogador pode escolher a opção ou gritá-las no microfone do DS. Usando a opção "Press", o jogador irá forçar a testemunha a esclarecer a declaração anterior e pode destravar novos segmentos do testemunho, enquanto a opção "Present" irá apresentar informação, tanto em forma de provas ou perfis, que contradizem a declaração da testemunha.

## Psyche-Locks
Os Psyche Locks são um novo tipo de jeito de se conseguir a verdade. Durante o segundo caso, Phoenix recebe de Maya uma Magatama, que Pearl da o poder a ela. Quando você perguntar algo a alguém, e ele tentar esconder a verdade, vão surgir correntes e cadeados ao redor da pessoa, quando você apresentar a Magatama, os lacres vão surgir de novo, e você vai entrar num mini julgamento, onde você tem que, apresentando provas, fazer ele dizer a verdade. Com lógica e razão é muito fácil.

### 1 Psyche-Lock
Quando a só um Psyche Lock, é fácil, ao responder apenas uma pergunta o lacre quebra, é o mais raro, porque nunca é tão fácil.

### 2 Psyche-Locks
O de dois Psyche-Locks é mais difícil, que tem de 2 a 4 perguntas, é o  mais comum, são dois lacres cada um em um lado da pessoa, e as correntes são quase simetricas se você olhar bem.

### 3 Psyche-Locks
É difícil, mas nem tão raro, respondendo de 3 a 5 perguntas, cansa muito as vezes. São três lacres, um a direita, um a esquerda e um bem no coração da pessoa, que é o último a quebrar.

### 4 Psyche-Locks
É o mais raro, em todo o jogo só aparece 1 vez, protegendo Viola Cadaverine, vária de 4 a 7 perguntas, são vários lacres, dois a direita da pessoa e dois a esquerda.

### 5 Psyche-Locks
Aparecem apenas no último caso, e são mais comuns do que os de 4. variam de 2 a 6 perguntas. aparecem um total de 5, mas 2 não são quebrados por você e a verdade vai a tona sozinha.

## Enredo

### Localização
Trials and Tribulations, assim como outros jogos da série Ace Attorney, consiste de vários casos e julgamentos, sendo chamados de "Turnabouts". Em cinco "Turnabouts" separados, o jogador deve atuar como advogado de defesa de cinco clientes acusados de assassinato. O jogador controla Mia Fey no primeiro e no quarto caso, e Phoenix Wright no segundo, terceiro e quinto caso, e Miles Edgeworth no quinto caso.

### História
No primeiro caso, Turnabout Memories (思い出の逆転, Omoide no Gyakuten), ocorre no passado, onde, Phoenix, um estudante universitário é acusado de assassinar outro estudante, Doug Swallow. Em seu segundo caso como advogada de defesa, Mia Fey desmascara Dahlia Hawthorne como assassina. Dahlia tentou usar Phoenix para encobrir o assassinato anterior dela entregando a ele uma evidência crucial no caso. Entretanto, quando ela tentava recuperar a evidência, ele se recusava a devolver e guardava como se fosse um presente, o que causou com que ela elaborasse um plano para matar Phoenix. Ela acabou matando Doug Swallow ao tentar obter um arma para o assassinato e foi pega. Ela foi condenada a execução por esse crime.
No segundo caso, The Stolen Turnabout (盗まれた逆転, Nusumareta Gyakuten), Phoenix defende um homem chamado Ron DeLite primeiro de uma acusação de roubo e depois de uma acusação de assassinato. Ron é inicialmente acusado de ser Mask☆DeMasque, um ladrão famoso. Entretanto, Phoenix prova, erroneamente, que o detetive Luke Atmey é Mask☆DeMasque, inocentando Ron mas implicando que ele éo assassino de um CEO. Entretanto, Phoenix prova que Atmey cometeu o assassinato e falsificou provas a fim de criar um álibi e evitar a acusação de assassinato através da "double jeopardy", um conceito de lei americano.
Para o terceiro caso, Recipe for Turnabout (逆転のレシピ, Gyakuten no Reshipi), Maggey Byrde, que apareceu em Phoenix Wright: Ace Attorney Justice for All, é acusada de assassinato novamente. Phoenix descobre que um agiota, Don Tigre, foi o assassino e recriou o assassinato para criar falsas testemunhas, assim como tentar esmagar a reputação e o nome de Phoenix.
No quarto caso, Turnabout Beginnings (始まりの逆転, Hajimari no Gyakuten), retrata o primeiro caso de Mia. Ela defende Terry Fawles da morte de Valerie Hawthorne, a meia-irmã de sua namorada Dahlia. Dahlia coordenou um sequestro com o par mas traiu os dois e fez com que Terry fosse declarado culpado pelo sequestro. Ele foge da cadeia e tenta se encontrar com Valerie, mas Dahlia mata Valerie e põe a culpa em Terry. Mia quase salva Terry e culpa Dahlia, mas ele ingere veneno e morre antes do caso terminar. Dahlia também envenena Diego porque ele quase descobre a verdade.
O último caso, Bridge to the Turnabout (華麗なる逆転, Kareinaru Gyakuten; "Magnificent Turnabout"), termina o arco da história de Dahlia. Iris é acusada de assassinar Misty Fey, disfarçada de Elise Deauxnim e Pearl desapareceu durante a hora em que o assassinato ocorreu. Phoenix descobre um plano que levaria o retorno de Dahlia a vida. Para proteger Maya Fey, Diego, disfarçado de Godot, mata Misty, que estava invocando Dahlia. Iris é declarada suspeita de ter cometido esse crime, e como Phoenix se machuca, ele pede a ajuda de Miles Edgeworth para defender inicialmente Iris enquanto ele se recupera. O julgamento revela que Iris é na verdade Dahlia, que foi invocada por Maya em seu próprio corpo para evitar com que qualquer outra pessoa a invocasse e ao mesmo tempo se protegia. Dahlia é extraída do corpo de Maya, e a Iris verdadeira é encontrada em segurança, livre das acusações de assassinato mas considerada responsável por outros atos cometidos como cúmplice da morte de Misty Fey.

## Ficha dos Casos

### Turnabout Memories
Réu: Phoenix Wright
Vítima: Doug Swallow
Promotor: Winston Payne
Advogada: Mia Fey
Causa da Morte: Choque elétrico
Arma do Crime: Um cabo elétrico
Culpada: Dahlia Hawthorne
Ponto de Vista da Vilã: Tudo começou anos antes, com a morte do namorado de Mia, Diego Armando. Dahlia foi acusada, mas provou que ela não tinha como conseguir veneno. Lá, conheceu Phoenix, e deu para ele um colar onde estava guardado o veneno que usou para matar Diego. Eles namoraram durante um ano, mas depois, Dahlia queria a garrafa de volta, a qual Phoenix não queria devolver. Logo depois, Doug e Phoenix começaram a discutir atrás da faculdade, o guarda-chuva de Doug voou e cortou um cabo. Phoenix foi embora, mas Dahlia reapareceu, com um remédio contra gripe. Quando Doug percebeu que o remédio tinha veneno, Dahlia o matou com o cabo elétrico.
Mia comprovou a teoria ao pedir que Dahlia tomasse o remédio. Sabendo que o remédio tinha veneno, Dahlia se recusou e Phoenix foi inocentado.

### The Stolen Turnabout
Defendant:Ron DeLite
Victim:Maya(roubo)/Kane Bullard
Prosecutor:Godot
Attorney: Phoenix Wright
COD: Trauma
MW:Uma estatueta
Guilty: Luke Atmey
Villain's POV: Tudo começou um ano antes. Ron tem uma esposa chamada Desirée DeLite, que é uma consumista compulsiva

## Desenvolvimento
Nas semanas que antecederam o lançamento norte-americano, a Capcom lançou um concurso oficial onde os competidores deviam convencer a Capcom a lançar o jogo na América do Norte, ao preencher os balões de diálogo de uma história em quadrinhos dada. Foram dados prêmios como bonecos colecionáveis e pins de lapela. Após o concurso, a Capcom revelou que Trials and Tribulations seria um dos títulos lançados no evento "Capcom Gamer's Day".
A edição para DS de Gyakuten Saiban 3 foi lançada no Japão no dia 23 de Agosto de 2007; assim como as versões anteriores para DS, o jogo contém tanto texto em inglês como em japonês. Trials and Tribulations foi lançada para DS nos Estados Unidos no dia 23 de Outubro de 2007. Foi dito que no fórum oficial de mensagens da Capcom que a tradução inglesa do lançamento japonês continha erros demais. Entretanto, um usuário do fórum juntamente com a Capcom declarou que "...você ficará satisfeito com o esforço de localização para a versão americana, em comparação com a versão que você importou".
Pretendia-se lançar o jogo no dia 21 de Março de 2008 na Europa — entretanto, o jogo não foi lançado, pois a classificação PEGI 12+ não tinha sido confirmada. Entretanto, uma entrevista no site oficial do Reino-Unido, a produtora de Ace Attorney Minae Matsukawa confirmou queo jogo "está no meio da localização atualmente" e estão "procurando anunciar uma data de lançamento em um futuro próximo" Na edição de Agosto da revista NGamer, contou rumores de que uma cena de suicídio no jogo atrasou o lançamento da versão para DS na Europa, apesar de que os rumores não foram confirmados. No dia 24 de Junho de 2008, a Nintendo of Europe confirmou que a data de lançamento européia para 3 de Outubro de 2008. Esse causou o fato inusitado de que o quarto jogo na série, Apollo Justice: Ace Attorney, foi lançado antes deste.

### Trilha Sonora
Gyakuten Saiban 3 contém músicas compostas e arranjadas por Noriyuki Iwadare.

## Recepção
Eurogamer classificou o jogo com uma nota de 8 em 10. Press Start Online também foram positivos, dando ao jogo um Silver Award. O jogo também recebeu 8.25 da Game Informer, edição 175. IGN deu uma nota de 7.7.
As vendas iniciais do jogo nos Estados Unidos excederam as expectativas da Capcom, assim como os pedidos online através da loja da Capcom foram mais do que o dobro das estimativas de pré-vendas.
A revista britânica de jogos eletrônicos GamesMaster deu a nota de 89%, e chamou de melhor jogo da série de Phoenix Wright.